# Пет цивилизовани племена
Пет цивилизовани племена е термин, който се прилага като общо име за пет северноамерикански индиански племена, които първоначално живеят в югоизточните Съединени американски щати. Терминът „Пет Цивилизовани племена“ влиза в употреба в средата на 19 век наложен от англо–европейските заселници и се отнася до чероките, чокто, чикасо, криките и семинолите.
Американците, а понякога и другите американски индианци, наричат тези пет югоизточни народи „цивилизовани“, защото те приемат доста културни елементи от англо-американците като градинарството и някои други европейски културни характеристики, включително християнството, писмените конституции, централизираните правителства, смесените бракове с белите американци, грамотността, животновъдството и други. Терминът се използва и за разграничаване на тези пет племена от другите така наречени „диви“ индианци, които продължават да разчитат на лова за оцеляването си.

## Чероки
Чероки (самоназвание „Ани – юнуия или Ани – яя – хора, човешки същества“) са индианско племе от югоизточната част на САЩ.
Според преброяването от 2000 година в САЩ живеят 300 000 потомци на чероки, повечето от тях концентрирани в Оклахома и двете Каролини. Това прави чероките най-голямото племе в Северна Америка. Болшинството чероки днес принадлежат към трите федерално признати племена
- Източна група на индианците чероки, живеещи в свой резерват (260 кв. км) в западна Северна Каролина (около 13 000 души).
- Обединената група Китууа на индианците чероки, базирана в североизточна Оклахома с над 14 000 членове.
- Нация чероки в Оклахома с около 290 000 членове.

Отделно има още около 50 групи в 12 щата, които претендират, че са чероки, но нямат федерално признаване.

## Чикасо
Чикасо е племе от коренното население на северноамериканския Югоизток. Като цяло, чикасо е най-известното племе от така наречените Пет цивилизовани племена. Няма друго племе, което да играе по-значителна роля за победата на Великобритания над Франция за контрола над Северна Америка.
От близките езици, които говорят чикасо и чокто, се предполага че в миналото двете племена са едно племе, което живее на запад от Мисисипи. Някъде около 1300 г. те тръгват на изток и прекосяват голямата река. Тук двете племена се разделят и всяко поема в различни посоки и в крайна сметка стават врагове. Чикасо се установяват първоначално на река Тенеси, западно от днешния Хънтсвил в Алабама. Към 1700 г. се преместват на югозапад до притоците на река Томбигби в североизточно Мисисипи като контролират също и Тенеси и Кентъки, западно от вододела между реките Къмбърланд и Тенеси, както и Чикасо Блъфс на река Мисисипи, близо до днешния Мемфис.
През август 1830 г. делегация чикасо се среща с представители на правителството на САЩ във Франклин – Тенеси и подписват договора за отстъпването на останалата им земя на изток от Мисисипи в замяна на същата на запад от реката. Сенатът обаче отказва да ратифицира договора и през 1832 г. е изпратена нова комисия да преговаря с племето. През октомври същата година чикасо продават останалите им 6 милиона акра земя за 3 046 000 долара. За разлика от чокто, които заменят земите си, чикасо ги продават и според договора трябва да си закупят нови на запад в Оклахома и то не предоставени от правителството, а от самите чокто. Чокто обаче отказват да ги приемат и на правителството отнема повече от 5 години да ги убеди да се съгласят да живеят заедно с чикасо. Само че чокто не се съгласяват да продават от земите си, а да ги дадат на чикасо под наем. Чикасо плащат за това 530 000 долара. Преместването им трае две години.
През 1901 г. чикасо стават граждани и им е позволено да гласуват. До 1920 г. племето остава почти без земя. В края на 20 век и началото на 21 век чикасо притежават всичко на всичко 300 акра от първоначалната им земя в Оклахома.

## Чокто
Чокто първоначално живее в източната и централна част на Мисисипи и в западната част на Алабама. Според Патриша Галоуей, чокто не съществува като единно племе преди 17 век, а е съвкупност от различни югоизточни народи, останки от културите Маундвил и Плакмайн, които говорят един език. Ранните испански изследователи, които преминават през югоизтока в началото и средата на 16 век срещат множество народи, но не споменават нищо за чокто. Едва през 17 век различни югоизточни общности, наследници на хората от културите Маундвил, Плакмайн и Мисисипи се обединяват и образуват самостоятелното и единно племе чокто.
Не е ясен произходът на името чокто и какво означава. Джон Суонтън предполага, че чокто произлиза от името на техен ранен лидер, а историкът Хенри Холбърт казва, че то идва от тяхна фраза – „хача хатак – речни хора“. Друга хипотеза е, че името идва от името на техен митологичен герой, смятан за основоположник на племето. Езиците на чокто и чикасо, които са взаимно свързани, образуват западния клон на Мускогското езиково семейство.
На 27 септември 1830 г. вождовете подписват договора в Денсинг Рабит Крийк и се съгласяват да се преместят. Този договор става известен като най-голямото отстъпване на индианска земя на правителството на САЩ, без да е водена война. След преотстъпването на близо 11 милиона акра земя, чокто мигрират на запад на три етапа. Първият през есента на 1831 г., вторият през 1832 г. и третият през 1833 г. Общо около 15 000 чокто се преместват в новите земи в Оклахома.
При преброяването през 2010 г. потомци на чокто живеят във всеки един от щатите, но тези с най-голяма популация са: Оклахома, Тексас, Калифорния, Мисисипи, Арканзас и Алабама. Общият брой на хората, които се самоопределят като чокто е около 160 000.
Нацията чокто в Оклахома, Джена групата на чокто в Луизиана и Мисисипи групата на чокто в Мисисипи са федерално признати племена. Нацията чокто в Оклахома управлява 28 140 квадратни километра земя дадена им на доверие от правителството. Племето гласува нова конституция на 9 юни 1984 г. Годишните приходи от племенни предприятия и публични организации възлизат на 1 милиард долара.
Джена групата на индианците чокто е със седалище в Джена – Луизиана. Групата получава федерално признаване през 1995 г. и има към 250 записани членове.
От 1979 г. племенният съвет на Мисисипи групата на чокто разработва различни програми за привличане на бизнеса в резервата. С 19 предприятия и над 7800 заети лица, групата е един от най-големите работодатели в щата Мисисипи.

## Мускоги (Крики)
Мускогите или маскоки на техния език са по-известни като Крийк или Крики. До идването на европейците мускогите контролират обширна територия, простираща се от централна Алабама на изток до Атлантическия океан.
През 1832 г. с договора от Кусета, Племенният съвет на криките отстъпва и последните крикски земи източно от Мисисипи в замяна на други в Индианската територия. Повечето крики са преместени през 1834 г. Някои успяват да останат в Алабама и Флорида, където продължават да живеят и днес.
След приемането на Закона Дос през 1892 г. племенният съвет е разпуснат, а земите са преразпределени между членовете на племето. В резултат на това криките губят над 2 милиона акра от определените им земи. След приемането на Закона за индианската реорганизация през 1934 г. на племето е разрешено да избира свой главен вожд и племенен съвет. С избирането на нов племенен съвет и възвръщане на самоуправлението нацията започва ново развитие нагоре.
Днес Мускоги (Крийк) Нацията на Оклахома е федерално призната суверенна нация, която контролира общо 143 500 акра земя в осем окръга на североизточна Оклахома. Освен това има три федерално признати групи като отделни племенни градове – Киаледжи Племенен град в Уетумка, Тлоптлоко Племенен град в Окима и Алабама – Куасарте Племенен град в Хенриета.
На 11 август 1984 г., след дълго чакане Порч групата на индианците крики получава федерално признаване и резерват от 1 кв. км. Групата е единственото федерално признато племе в щата Алабама.

## История
Елементите на „цивилизацията“ в Югоизточното индианско общество предшестват отстраняването на запад. Чероките, например, създават свой писмен език още през 1821 г., национален върховен съд през 1822 г. и писана конституция през 1827 г. Останалите четири нации са имали подобно развитие.
Петте Цивилизовани племена живеят в югоизточните Съединени щати преди правителството да ги принуди да се преместят след приемането на Закона за индианското отстраняване през 1830 г. Според този закон внесен от президента Андрю Джаксън, всички индиански племена, живеещи на изток от река Мисисипи трябва да бъдат преместени на запад от реката. Петте цивилизовани племена са преместени в Оклахома в периода от 1820 г. до 1834 г. Чикасо получават своите нови земи в Оклахома от чокто, в съответствие с договорите със САЩ, докато семинолите получават своите от криките. Територията, която е предоставена на петте племена се намира в източна Оклахома и е с големина от около 30 500 кв. мили.
По време на Гражданската война петте племена се разделят, чокто и чикасо подкрепят Конфедерацията, а семинолите и криките Съюза, докато чероките водят собствена гражданска война. След войната всяко племе е принудено да подпише договори със САЩ и да освободи всички черни роби живеещи при тях, и да ги направи пълноправни членове на племената. Правителството обещава, че земите на петте племена ще бъдат защитени от белите заселници. През май 1890 г. земите на петте племена са преразпределени между племенните членове, а през 1893 г., правителството открива останалата свободна земя за заселване. През 1907 г. е създаден щата Оклахома, който продължава да бъде дом за петте цивилизовани племена.